# Nazionale maschile di pallavolo del Belgio
La nazionale maschile di pallavolo del Belgio è una squadra europea composta dai migliori giocatori di pallavolo del Belgio ed è posta sotto l'egida della Federazione pallavolistica del Belgio.

## Rosa
Segue la rosa dei giocatori convocati per la Volleyball Challenger Cup 2024.
| N° | Nome                | Ruolo | Data di nascita  | Squadra            |
| -- | ------------------- | ----- | ---------------- | ------------------ |
| 1  | Jolan Cox           | O     | 12 luglio 1991   | Maaseik            |
| 2  | Ferre Reggers       | O     | 18 luglio 2003   | Powervolley Milano |
| 6  | Simon Plaskie       | S     | 10 marzo 2001    | Roeselare          |
| 8  | Michiel Fransen     | S     | 29 ottobre 2002  | Avoc Achel         |
| 9  | Wout D'Heer         | C     | 26 aprile 2001   | Trentino           |
| 11 | Seppe Van Hoyweghen | P     | 7 ottobre 2000   | Menen              |
| 12 | Seppe Rotty         | S     | 12 marzo 2001    | Roeselare          |
| 13 | Kobe Verwimp        | L     | 13 gennaio 2005  | Haasrode Leuven    |
| 16 | Robbe Ponseele      | P     | 25 gennaio 2005  | Aalst              |
| 20 | Robbe Van de Velde  | S     | 28 ottobre 2002  | Aalst              |
| 23 | Pierre Perin        | S     | 20 febbraio 2004 | Waremme            |
| 26 | Bert Dufraing       | L     | 5 settembre 1998 | Aalst              |
| 28 | Milan Cardillo      | C     | 10 febbraio 2004 | Avoc Achel         |
| 29 | Mauro Lips          | C     | 10 gennaio 2006  | Vilvoorde          |

## Risultati

### Competizioni FIVB
| 1964 | non qualificata | -            |
| 1968 | 8º posto        | Convocazioni |
| 1972 | non qualificata | -            |
| 1976 | non qualificata | -            |
| 1980 | non qualificata | -            |
| 1984 | non qualificata | -            |
| 1988 | non qualificata | -            |
| 1992 | non qualificata | -            |
| 1996 | non qualificata | -            |
| 2000 | non qualificata | -            |
| 2004 | non qualificata | -            |
| 2008 | non qualificata | -            |
| 2012 | non qualificata | -            |
| 2016 | non qualificata | -            |
| 2020 | non qualificata | -            |
| 2024 | non qualificata | -            |

| 1949 | 9º posto        | Convocazioni |
| 1952 | non qualificata | -            |
| 1956 | 17º posto       | Convocazioni |
| 1960 | non qualificata | -            |
| 1962 | non qualificata | -            |
| 1966 | 14º posto       | Convocazioni |
| 1970 | 8º posto        | Convocazioni |
| 1974 | 11º posto       | Convocazioni |
| 1978 | 18º posto       | Convocazioni |
| 1982 | non qualificata | -            |
| 1986 | non qualificata | -            |
| 1990 | non qualificata | -            |
| 1994 | non qualificata | -            |
| 1998 | non qualificata | -            |
| 2002 | non qualificata | -            |
| 2006 | non qualificata | -            |
| 2010 | non qualificata | -            |
| 2014 | 17º posto       | Convocazioni |
| 2018 | 10º posto       | Convocazioni |
| 2022 | non qualificata | -            |

### Competizioni CEV
| 1948 | 5º posto        | Convocazioni |
| 1950 | non qualificata | -            |
| 1951 | 6º posto        | Convocazioni |
| 1955 | 12º posto       | Convocazioni |
| 1958 | 17º posto       | Convocazioni |
| 1963 | 13º posto       | Convocazioni |
| 1967 | 12º posto       | Convocazioni |
| 1971 | 10º posto       | Convocazioni |
| 1975 | 12º posto       | Convocazioni |
| 1977 | non qualificata | -            |
| 1979 | 11º posto       | Convocazioni |
| 1981 | non qualificata | -            |
| 1983 | non qualificata | -            |
| 1985 | non qualificata | -            |
| 1987 | 7º posto        | Convocazioni |
| 1989 | non qualificata | -            |
| 1991 | non qualificata | -            |
| 1993 | non qualificata | -            |
| 1995 | non qualificata | -            |
| 1997 | non qualificata | -            |
| 1999 | non qualificata | -            |
| 2001 | non qualificata | -            |
| 2003 | non qualificata | -            |
| 2005 | non qualificata | -            |
| 2007 | 10º posto       | Convocazioni |
| 2009 | non qualificata | -            |
| 2011 | 13º posto       | Convocazioni |
| 2013 | 7º posto        | Convocazioni |
| 2015 | 10º posto       | Convocazioni |
| 2017 | 4º posto        | Convocazioni |
| 2019 | 9º posto        | Convocazioni |
| 2021 | 18º posto       | Convocazioni |
| 2023 | 14º posto       | Convocazioni |

| 2004 | non qualificata | -            |
| 2005 | non qualificata | -            |
| 2006 | non qualificata | -            |
| 2007 | 12º posto       | Convocazioni |
| 2008 | non qualificata | -            |
| 2009 | 6º posto        | Convocazioni |
| 2010 | non qualificata | -            |
| 2011 | 6º posto        | Convocazioni |
| 2012 | non qualificata | -            |
| 2013 | 1º posto        | Convocazioni |
| 2014 | non qualificata | -            |
| 2015 | non qualificata | -            |
| 2016 | non qualificata | -            |
| 2017 | non qualificata | -            |
| 2018 | 6º posto        | Convocazioni |
| 2019 | 11º posto       | Convocazioni |
| 2021 | 4º posto        | Convocazioni |
| 2022 | 7º posto        | Convocazioni |
| 2023 | 7º posto        | Convocazioni |
| 2024 | 5º posto        | Convocazioni |

### Competizioni zonali
| 2015 | 9º posto | Convocazioni |

### Competizioni estinte
| 1990 | non qualificata | -            |
| 1991 | non qualificata | -            |
| 1992 | non qualificata | -            |
| 1993 | non qualificata | -            |
| 1994 | non qualificata | -            |
| 1995 | non qualificata | -            |
| 1996 | non qualificata | -            |
| 1997 | non qualificata | -            |
| 1998 | non qualificata | -            |
| 1999 | non qualificata | -            |
| 2000 | non qualificata | -            |
| 2001 | non qualificata | -            |
| 2002 | non qualificata | -            |
| 2003 | non qualificata | -            |
| 2004 | non qualificata | -            |
| 2005 | non qualificata | -            |
| 2006 | non qualificata | -            |
| 2007 | non qualificata | -            |
| 2008 | non qualificata | -            |
| 2009 | non qualificata | -            |
| 2010 | non qualificata | -            |
| 2011 | non qualificata | -            |
| 2012 | non qualificata | -            |
| 2013 | non qualificata | -            |
| 2014 | 11º posto       | Convocazioni |
| 2015 | 12º posto       | Convocazioni |
| 2016 | 9º posto        | Convocazioni |
| 2017 | 7º posto        | Convocazioni |

| 2018 | non qualificata | -            |
| 2019 | non qualificata | -            |
| 2022 | non qualificata | -            |
| 2023 | non qualificata | -            |
| 2024 | 2º posto        | Convocazioni |